# 谢胜坤
谢胜坤（1911年—2005年），中国人民解放军将领、中国人民解放军开国少将。
曾任中国人民解放军南京军区后勤部部长。1955年，授予中国人民解放军少将。